# Taeggi
I Taeggi sono una antica famiglia nobile milanese, che ebbe il suo massimo rilievo nel XV e nel XVI secolo. Il nome compare anche in numerose varianti tra le quali Taegi, Taeggio, Taegio, Tavegi, Thaegi.
Suoi rami si insediarono nel Ducato di Savoia, nel ducato d'Este e nel Regno di Napoli.

## Storia
La famiglia, originaria della Val Taleggio nella bergamasca, è radicata a Milano a partire dal Trecento, censita tra le famiglie della nobiltà cittadina nel 1377. 
Un secondo nucleo della famiglia (Rognoni de Taegio) si stabilì a Milano intorno al 1430, esule dalle sue terre di Val Taleggio, perdute dopo lunga guerra dal Ducato visconteo e passate sotto il dominio di Venezia. In riconoscimento della fedeltà manifestata nel corso del conflitto e a ristoro dei beni perduti la famiglia ebbe dai Visconti ampi benefici, esenzioni fiscali e privilegi, successivamente confermati dagli Sforza. 
I primi esponenti ricordati sono Fernando e i suoi figli Ildefonso e Filippo, di cui non abbiamo notizie precise.
I primi documentati, Beltramo Taeggio e Viviano Rognoni de Taeggio, compaiono in un atto notarile del 1433 in cui si accordano per mettere in comune i loro beni e costituire una società.
Della discendenza di Beltramo non si hanno notizie. 
Viviano è il capostipite dei vari rami della famiglia presenti a Milano e con cospicui beni e interessi a Novara, dove i Taeggi ricoprirono anche ruoli pubblici (Bartolomeo ebbe nel 1499 da Luigi XII di Francia l'ufficio di Tesoriere, che già era stato di suo padre) e a Vercelli, allora parte del Ducato di Savoia, dove ebbero possedimenti e beni feudali.
I Taeggi, per generazioni Giureconsulti del Collegio dei Giurisperiti, esercitarono un ruolo centrale all'interno del sistema patrizio milanese che gestiva e amministrava la città, ampliando nel tempo la loro fortuna economica e sociale.
Paolo (m.1529), facoltoso e influente protagonista della vita economica e sociale milanese, fu uomo di cultura, frequentatore del circolo di Matteo Bandello (che gli attribuì la trama di una delle sue Novelle); nel 1520 commissionò a Bernardino Luini le pitture delle ante d'organo della Basilica di Sant'Eustorgio in cui era ospitato il sepolcro di famiglia.
Amico (m. 1532), nipote di Paolo, fu segretario del Duca Francesco II Sforza e suo ambasciatore a Vienna presso Ferdinando I d'Asburgo. Fu amico e sostenitore dell'Imperatore Carlo V presso il quale si attivò per la restituzione del ducato, già occupato dai Re Luigi XII e Francesco I di Francia, al medesimo Francesco II. L'Imperatore conferì a lui e ai membri della sua famiglia (1521) il rango di Conte Palatino, cui erano connessi vaste prerogative e privilegi, e quello di Consigliere del Sacro romano impero (1521) con diritto di cittadinanza in tutte la città dell'impero. 
Andrea, contemporaneo dei precedenti, fu Tenente Generale al servizio di Carlo V che seguì nell'infelice impresa contro i Turchi di Algeri, dove cadde (1541).
Nel 1545 Alessandro, su impulso di Antonio Maria Zaccaria, fervente animatore degli spiriti della Riforma, concedette ai Chierici regolari di San Paolo di installarsi nei chiostri della chiesa di S. Barnaba di cui la famiglia Taeggi era commendataria per diritto ereditario. Fu questo il primo nucleo dei futuri Barnabiti. A tutt'oggi il loro Istituto milanese intitolato a Zaccaria è collocato nella medesima area originaria. 
Giovanni Ambrogio, figlio di Paolo, morto senza successione nel 1553, dispose che i proventi del suo patrimonio fossero utilizzati per l'istituzione di un collegio destinato all'istruzione e all'educazione dei fanciulli poveri di nobile famiglia. Il Collegio Taeggi ebbe la sua prima collocazione presso la chiesa di San Simone, nelle vicinanze del Carrobbio. Non lontano attraversava il Naviglio il vecchio ponte Taegio. Affidato alla guida dei Padri Barnabiti, il Collegio rappresentò a lungo un polo d'attrazione della vita culturale grazie al prestigio dei letterati e pensatori che vi esercitarono il ruolo di docenti e educatori. Soppresso nel 1787, riprese l'attività in età napoleonica aggregato al collegio Calchi di Pavia. Il Collegio Calchi-Taeggi proseguì poi la sua attività fino ai primi decenni del '900. 
Bartolomeo fu pensatore e letterato, autore di numerose opere; tra queste La Villa (pubblicata nel 1599), che ebbe larga diffusione, suscitando anche l'interesse della critica letteraria e filosofica successiva fino ai nostri giorni. 
Verso la metà del '500 alcuni membri della famiglia lasciarono Milano. Tra questi Giovanni Ambrogio (m. 1592) si spostò nel Ducato di Savoia e si radicò nel vercellese idove acquisì terreni, immobili e beni feudali in territorio di Motta dei Conti e di Viancino. Commissionò a Gerolamo e Pierfrancesco Lanino (1580) la decorazione della cappella di famiglia nella chiesa di San Francesco a Vercelli, di cui la Pala d'altare con la Conversione di San Paolo è conservata nella Galleria Sabauda a Torino. 
Dei suoi figli: Camillo dette origine al ramo della famiglia radicato nel ducato sabaudo ed estinto con Carlo Ambrogio nel 1669; Giovanni Battista lasciò la Savoia per stabilirsi nel Ducato di Modena e Reggio. 
Da Giovanni Battista ebbe inizio il ramo della famiglia che, in successione, giunse a Porcio Gimignano e a suo figlio Pietro Giacomo, che si trasferì nel Regno di Napoliì dove nel corso della carriera militare gi fu assegnato (1769) il comando del Castello di Taranto. Il figlio di questi Giacomo Giminiano ebbe un'unica figlia, Rachele, ultima della sua casa, che nel 1820 sposò il Conte Carlo de Vito Piscicelli, portando il suo nome e dando così inizio in questa famiglia alla linea de Vito Piscicelli Taeggi o semplicemente Piscicelli Taeggi. 